# Pierre Boiteau
Pierre L. Boiteau (Cognac, 3 de dezembro de 1911 – Orsay, Essonne, 1 de setembro de 1980) foi um botânico francês.

## Biografia
Após seus estudos na Escola de Horticultura de  Versailles, ele partiu em 26 de outubro de  1932 para  Madagascar, onde foi prestar seu serviço militar até 23 de dezembro de 1933. Em  1934, iniciou a criação de um herbário. Encarregou-se dos espaços verdes de Antsirabe e criou o Parque do Leste. Posteriormente, em setembro de 1935, assumiu as suas funções no Parque Botânico e Zoológico  de  Tsimbazaza em Tananarive. Paralelamente aprendeu a língua malgaxe.
Em 1936, o Dr. G. Grimes convidou-o para acompanhá-lo ao leprosário de Manankavely, na rota de Tamatave. O fato de falar o malgaxe permitiu-lhe entrar em contato com os práticos tradicionais. Lá, identificou seis plantas utilizadas por eles, entre elas a  Centella asiatica (L.) Urb. (Hydrocotyle asiatica L.). Os estudos clínicos  começaram em  1937, sendo a origem de  uma pesquisa que terminará em 1942 na produção de um medicamento cicatrizante, o  "Madécassol®", com Albert Rakoto Ratsimamanga. As repercusões financeiras permitiram a criação do IMRA (Instituto Malgaxe de Pesquisas Aplicadas) cujos dois co-fundadores já morreram, mas a Instituição ainda existe.
O Dr. Ratsimamanga dirigiu um Laboratório situado próximo da Escola de Medicina de Paris, sob o nome  "Laboratoire de physiologie nutritionnelle, des hormones et des vitamines" , acolhendo P. Boiteau quando expulso de Madagascar devido aos acontecimentos de 1947. Boiteau continuou as suas pesquisas ao mesmo tempo em que trabalhava com a equipe do Laboratório de Química do Museu dirigido por  Lederer. ( Boiteau & al., 1948). Com Ratsimamanga publicou numerosos artigos além da publicação dos "Elementos da farmacopéia malgaxe". Por falta de dinheiro, apenas o o primeiro volume foi publicado. Entretanto, em 1979, Pierre Boiteau publicou "Précis de matière médicale malgache".
Pierre Boiteau  morreu em setembro de 1980 de câncer.
Em setembro de 1982, o serviço postal de Madagascar editou em sua homenagem um selo com a efígie de  Pierre Boiteau.

## Publicações
- Ch. Grimes (1939). O tratamento da lepra pela Hydrocotyle asiática. Bulletin de la Société de pathologie exotique, XXXII (6) : 692.
- M. Bontemps (1942). Sobre um novo Glicosídeo: o Asiaticosídeo isolado a partir da Hydrocotyle asiática (umbelíferas). Gazette médicale de Madagascar n° 15 : 29-33.
- J. Devanne & R. Razafimahery (1942).  Glicosídeo e resina da Hydrocotyle asiática. Gazette médicale de Madagascar : 15-34.
- Ch. Grimes & P. Boiteau (1945). Relatório sobre a terapêutica da lepra. Oitavo relatório anual da Sociedade do Parque Botânico e Zoológico de  Tsimbazaza, 1944.
- P. Boiteau (1945). Trabalho sobre o Asiaticosídeo (estudo botânico). Nono relatório anual da Sociedade do Parque Botânico e Zoológico de  Tsimbazaza .
- P. Boiteau (1945). Trabalho sobre o Asiaticosídeo. Relatório anual do laboratório de botânica e tecnologia vegetal : 26-40.
- P. Boiteau (1947). Contribuição para o estudo do papel dos glicosídeos no metabolismo da planta. "Bulletin de la société de chimie biologique. XXIX (4-6) : 451-453.
- P. Boiteau & R. Saracino (1948). Primeiros ensaios a respeito da ação do Asiaticosideo sobre os lupus eritematosos e sobre certas lesões produzidas pelos bacilos de Hansen & de Koch. Le médecin français. VIII (19), outubro de 1948.
- P. Boiteau, A. Buzas, E. Lederer & J. Polonsky (1948). Sobre a constituição química do Asiaticosídeo. Nature, 163 : 258. Londres. Comunicação do Congresso de Química biológica, Outubro. 1948.
- P. Boiteau & A.R. Ratsimamanga (1956). O Asiaticosideo extraido da  Centella asiatica e os seus empregos terapêuticos em cicatrisação de feridas (lepra, tuberculose cutânea e lupus).  Thérapie II (1) : 125-151.
- A.R. Ratsimamanga & P. Boiteau (1964). Propriedades terapêuticas dos extratos de Centella e os seus constituintes triterpênicos isolados. Annales de l'université de Madagascar. 2 : 101-107.
- P. Boiteau, B. Pasich & A.R. Ratsimamanga (1964). Les triterpénoïdes en physiologie végétale et animale. Gauthier-Villars (Paris) : 1370 páginas. Asiaticosideo : p 240-242, 841-842 et 1215-1268.
- A. Rakoto-Ratsimamanga, P. Boiteau e M. Mouton (1969) Éléments de Pharmacopée malagasy. IMRA (Antananarivo, Madagascar) : 5-306. en línea en Pl@ntUse
- P. Boiteau (1979). Précis de matière médicale malgache. La Librairie de Madagascar (Antananarivo, Madagascar) : 97 p.